# Paweł Giłka
Paweł Giłka (ur. 15 marca 1977) – polski sportowiec, wieloletni praktyk sportów siłowych. Wielokrotny medalista Mistrzostw Polski w dyscyplinie wyciskania sztangi leżąc oraz pierwszy gdańszczanin w historii kulturystyki utytułowany złotym medalem na Mistrzostwach Polski Seniorów w Kulturystyce, w 2006 roku.
Należy do klubu Portowiec Gdańsk.